# 이노타니역
이노타니역(일본어: 猪谷駅)은 일본 도야마현 도야마시에 있는 서일본 여객철도 다카야마 본선의 역이다. JR 경계역의 하나로, 도카이 여객철도의 열차도 상호 운행한다. 섬식 승강장 1면 2선 구조를 지닌 지상역이다.

## 타는 곳
| 1 · 2 | ■ 다카야마 본선 | 하행 | 도야마 방면          |
| 1 · 2 | ■ 다카야마 본선 | 상행 | 다카야마 · 게로 방면 |

## 이용 현황
| 연도   | 하루 평균 승차 인원 |
| 2004년 | 86                  |
| 2005년 | 80                  |
| 2006년 | 88                  |
| 2007년 | 77                  |
| 2008년 | 70                  |
| 2009년 | 67                  |
| 2010년 | 59                  |
| ------ | ------------------- |

## 역 주변
- 진즈강
- 국도 제360호선

## 인접 정차역
| 서일본 여객철도 다카야마 본선 | 서일본 여객철도 다카야마 본선 | 서일본 여객철도 다카야마 본선 |
| ----------------------------- | ----------------------------- | ----------------------------- |
| 시·종착역                     | ■ 다카야마 본선               | 나레하라 도야마 방면          |
| 도카이 여객철도 다카야마 본선 |                               |                               |
| 스기하라 기후 방면            | ■ 다카야마 본선               | 시·종착역                     |